# Nigel Godrich
Nigel Timothy Godrich, född 1971, är en musikproducent. Han är mest känd för sitt arbete med musikgruppen Radiohead. Jobbet med det sistnämnda bandet var det som blev hans genombrott. Han har fortsatt att producera bandets skivor och brukar ibland kallas för den sjätte medlemmen av Radiohead.